# 오션스 게임
《오션스 게임》(영어: Betta Fish)은 2020년에 공개한 미국의 영화이다.

## 캐스팅
- 조슈아 운가르티 : 대니 역
- 아바 저스틴 : 리사 역
- 마이크 브레든 : 아서 역
- 메간 맥나마라 : 알렉스 역